# Marion Kraft
Marion Kraft (geboren 1946 in Gelsenkirchen) ist eine afrodeutsche Literaturwissenschaftlerin, Autorin, Übersetzerin und ehemalige Dozentin mit einem Arbeitsschwerpunkt in Schwarzer feministischer Theorie und Literatur. Sie hat unter anderem Werke von Audre Lorde, Bell Hooks, Buchi Emecheta und Amanda Gorman ins Deutsche übersetzt.

## Leben und Wirken
Marion Kraft arbeitete nach der Realschule und einer Lehre bis 1969 als Fremdsprachenkorrespondentin. Sie absolvierte 1970 am Abendgymnasium Mannheim das Abitur und war anschließend beim Rat der Europäischen Gemeinschaft in Brüssel angestellt. Ab 1971 studierte sie Anglistik/Amerikanistik, Germanistik und Philosophie in Köln und Frankfurt am Main. 1974 unterrichtete sie Deutsch an der Ohio State University in den USA. Als sie nach Deutschland zurückkehrte, legte sie ihr erstes und zweites Staatsexamen für das Lehramt an Gymnasien an der Universität Frankfurt am Main ab und unterrichtete im Anschluss an einem Frankfurter Gymnasium. Von 1979 bis 1982 war sie Lehrerin für Deutsch als Fremdsprache am Goethe-Institut in Göttingen.
Danach lehrte sie 30 Jahre lang Literatur, Englisch und Frauenstudien am Oberstufen-Kolleg an der Universität Bielefeld. In Bielefeld organisierte Kraft 1988 die Erste gemeinsame Schreibwerkstatt Schwarzer und weißer Frauen, an der unter anderen May Ayim, Ika Hügel-Marshall, Helga Emde, Modupe Laja und Dagmar Schultz teilnahmen. Von 1990 bis 1991 hatte sie eine Gastprofessur am Fachbereich Sprach- und Literaturwissenschaft der Universität Osnabrück inne, wo sie 1994 über zeitgenössische afroamerikanische Autorinnen promovierte. Ihre Dissertation The African Continuum and Contemporary African American Women Writers erschien 1995 im Peter Lang Verlag. Kraft hat neben vielen Aufsätzen über Feminismus und Rassismus 2018 ihr zweites Buch über inspirierende Begegnungen mit Audre Lorde veröffentlicht. Sie ist (Mit-)Herausgeberin zweier wissenschaftlicher Sammelbände und Vortragende auf nationalen und internationalen Konferenzen.
Über ihre Freundschaft mit Audre Lorde, die sie 1986 in Berlin kennengelernt hatte, kam Kraft zum Übersetzen. Zuerst hatte sie einzelne Gedichte von ihr für den Gebrauch bei Lesungen übersetzt, dann auch längere Texte und Bücher. Neben Werken von Audre Lorde hat Kraft Texte von bell hooks, Buchi Emecheta, Lilly Workneh, Emma Dabiri, Amanda Gorman und Tara M. Stringfellow ins Deutsche übersetzt.

## Werke

### Monografien
- The African Continuum and Contemporary African American Women Writers. Peter Lang, Frankfurt am Main 1995.
- Empowerment und Widerstand. Inspirierende Begegnungen mit Audre Lorde. W_orten & meer, Hiddensee 2020.
  - auf Englisch: Empowering Encounters with Audre Lorde. Unrast, München 2018.

### Herausgeberschaften
- mit Rukhsana Shamim Ashraf-Khan: Schwarze Frauen der Welt: Europa und Migration. Orlanda, Berlin 1994.
  - darin: Feminismus und Frauen afrikanischer Herkunft in Europa, S. 171–183.
- Kinder der Befreiung. Transatlantische Erfahrungen und Perspektiven Schwarzer Deutscher der Nachkriegsgeneration. Unrast, Münster 2015.
  - darin: Re-Präsentationen und Re-Definitionen. Zur Geschichte und Gegenwart Schwarzer Menschen in Deutschland, S. 20–62; Spurensuche. Diskontinuität und Identität in afroamerikanisch-deutschen Autobiografien, S. 260–284; Afrikanische Diaspora – Kritische Überlegungen zu einem Begriff, S. 310–319; Vom Champion über Umwege zum Sozialarbeiter. Ein Gespräch mit Charly Graf, S. 337–352.

### Übersetzungen
- Audre Lorde und Adrienne Rich: Macht und Sinnlichkeit: ausgewählte Texte, hg. von Dagmar Schultz. Orlanda, Berlin 1991.
- mit Sigrid Markmann: Audre Lorde: Die Quelle unserer Macht. Gedichte. Berlin, Orlanda 1994 (erschien 2020 neu im Unrast-Verlag).
- mit Eva Bonné: Audre Lorde. Sister Outsider. Carl Hansa Verlag, München 2020.
- mit Eva Bonné, Mirjam Nünning und Pasquale Virginie Rotter: Audre Lorde: Ein strahlendes Licht. Aki-Verlag, Zürich 2021.
- Lilly Workneh: Good Night Stories for Rebel Girls. 100 Lebensgeschichten Schwarzer Frauen. Hanser, München 2021.
- Emma Dabiri: Was weiße Menschen jetzt tun können: von „Allyship“ zu echter Koalition. Ullstein, Berlin 2022.
- mit Daniela Seel: Amanda Gorman: Was wir mit uns tragen – Call Us What We Carry. Hoffmann & Campe, Berlin 2022.
- Buchi Emecheta: Second-Class Citizen. Blumenbar, Berlin 2023.
- Tara M. Stringfellow: Memphis. Ecco, Hamburg 2023.
- bell hooks: Bone Black. Erinnerungen an eine Kindheit. Elisabeth Sandmann Verlag, München 2024.